# Левые (Шлезвиг-Гольштейн)
Левые (Шлезвиг-Гольштейн) (нем. Die Linke (Schleswig-Holstein))- ассоциация немецкой партии Левые в федеральной земле Шлезвиг-Гольштейн.

## История
Партия Левые (Шлезвиг-Гольштейн) (нем. Die Linke (Schleswig-Holstein)) организована 7 сентября 2007 года путём слияния, в соответствии с законом о преобразовании, партии Труд и социальная справедливость — Избирательная альтернатива и Партии демократического социализма, которые уже сотрудничала в Бундестаге. В 2008 году партия интересов участвовала в местных выборах в земле Шлезвиг-Гольштейн. 27 сентября 2009 года она вошла в Ландтаг Шлезвиг-Гольштейна, набрав 6,0 % голосов на своих первых выборах. В 2012 году она не вошла в Ландтаг Шлезвиг-Гольштейна, набрав 2,3 процента.

## Позиции и цели
Программно партия позиционируется с упором на тему социальной справедливости. Это означает общество, которое подчиняет рыночные механизмы социальным целям и хочет передать сферы услуг, представляющие общий интерес, инфраструктуру, энергетику и финансовый сектор в государственную собственность. Левые хотят государства всеобщего благосостояния, которое полностью покрывает риски для жизни. В Шлезвиг-Гольштейне партия выступает за создание сектора занятости, финансируемого государством (нем. Öffentlich geförderter Beschäftigungssektor), с целью создания трудовых отношений для безработных, обеспечивающих средства к существованию и подлежащих социальному страхованию. Партия придает большое значение связям между политикой партии и общественным движением: многие из её членов состоят в союзах, активны в антифашистских альянсах и организациях, в социально-политических инициативах, в движении за мир или в другой добровольной деятельности.

## Депутаты
После федеральных выборов 2017 года Die Linke Schleswig-Holstein была представлена двумя членами в Бундестаге: Корнелией Меринг, представительницей женской политики левых и заместителем лидера парламентской группы, и Лоренц Гёста Бойтин, недавно избранным членом Бундестага и представителем парламентской группы по климатической и энергетической политике. В 17-й избирательный период (с октября 2009 г. по июнь 2012 г.) партия была представлена в парламенте штата шестью членами. Бывший член парламента штата Ульрих Шиппельс вместе с официальным представителем штата Марианн Колтер были главными кандидатами на выборах штата 7 мая 2017 г.

## Результаты выборов[7]
| Местные выборы 2008     | 25 мая 2008      | 6,9 % |
| Выборы в Ландтаг 2009   | 27 сентября 2009 | 6,0 % |
| Выборы в Бундестаг 2009 | 27 сентября 2009 | 7,9 % |
| Выборы в Ландтаг 2012   | 6 мая 2012       | 2,3 % |
| Местные выборы 2013     | 26 мая 2013      | 2,5 % |
| Выборы в Бундестаг 2013 | 22 сентября 2013 | 5,2 % |
| Выборы в Ландтаг 2017   | 7 мая 2017       | 3,8 % |
| Выборы в Бундестаг 2017 | 24 сентября 2017 | 7,3 % |
| Местные выборы 2018     | 6 мая 2018       | 3,9 % |